# Аспектно-ориентированная разработка программного обеспечения
Аспектно-ориентированная разработка программного обеспечения — развивающаяся технология разработки программного обеспечения, которая ищет новые способы разбиения на модули программного обеспечения, чтобы изолировать вторичные или вспомогательные функции от бизнес-логики основной программы. АОРПО позволяет реализовать отдельно различные проблемы и автоматически объединять их в работоспособные системы.
При традиционной разработке программного обеспечения система разбивается на модули на основе основной функциональности, но при этом обнаруживаются части проблем, которые не соответствуют основному разбиению. В нём программистам приходится писать модули, которые соответствуют основной функциональности и при этом следить, чтобы все другие части проблем решены в коде везде, где это необходимо. В результате неудачно преобразованные в модули проблемы охватывают многие основные модули в пределах приложения, что часто приводят к серьёзным сложностям во время разработки приложений и обслуживания. Распределение кода решающего проблему становится особенно критическим, когда требования для проблемы меняются — специалист должен найти и исправить множество мест в коде.
Аспектно-ориентированная разработка программного обеспечения сосредотачивается на идентификации, спецификации и представлении сквозных проблем и их преобразование в отдельные модули а также их автоматизированную сборку в рабочую систему.

## Обзор

### Суть аспектно-ориентированной разработки
Основной задачей аспектно-ориентированной разработки программного обеспечения является исследование и внедрение новых способов для модульной разработки программного обеспечения. Подходы аспектно-ориентированного программирования предлагают обобщённые методы разделения проблем на модули в проекте, коде, документации и других вещах, разработанных во время жизненного цикла программного обеспечения. Такие модули проблем называют аспектами. В некоторых подходах основную проблему выбирают как базу. Различные подходы обеспечивают различную гибкость относительно набора аспектов.

#### Квантификация и забывчивость
Самое известное определение природы АОРПО принадлежит Филмену и Фридману, которые характеризовали АОРПО в виде записи аспектно-ориентированность = квантификация + забывчивость.
Забывчивость обозначает, что программа нет знает, какие аспекты изменяют её. Квантификация обозначает, что аспекты могут влиять на многие части в программы.
Вместо термина забывчивость часто используется понятие невторгаемости. Термин невторгаемость обозначает то, что аспекты могут добавить поведение к программе, не внося изменения в саму программу, но при этом не предполагает, что программа ничего не знают об аспектах.
Определение Филмена ориентации аспекта часто считают слишком ограниченным.
Многие аспектно-ориентированные подходы используют аннотации, чтобы явно указать расположение мест, где аспекты определяют поведение. Эти подходы требуют ручного контроля и модификации других модулей в системе и поэтому являются вторгающимися.
Кроме того АОРПО не обязательно требует квантификации. Аспекты могут использоваться, чтобы изолировать функции, реализация которых была бы иначе перепутана с другими функциями. Такие аспекты не обязательно используют квантификацию во многих точках системы.
Поэтому особенности аспектно-ориентированной разработки лучше характеризуются модульным принципом реализации сквозных проблем, абстракциями аспектно-ориентированных языков, которые позволяют использовать модульность, и аспектно-ориентированными операторами.

### Понятия и терминология

#### Тела совета
Тело совета — код, который выполняется, когда точка соединения достигнута. Совет выделяет в отдельный модуль функциональные детали проблемы. Моменты, в которые тела советов, зависящие от аспектов (и от основы), выполняются могут быть различные, в том числе:
- как только точка соединения достигнута, до того, как начнётся выполнение основы
- после основной семантики точки соединения. Если точка соединения — выполнение метода, то совет выполняется после того, как метод возвратится либо при возникновении исключения
- как только точка соединения достигнута, причём аспект определяет выполнится ли основная семантика. То есть совет может изменить последовательность выполнения программы.[источник не указан 3154 дня]

Кроме того существуют более общие способы описать упорядочивание тел совета с помощью графиков частичного порядка..

### Пример

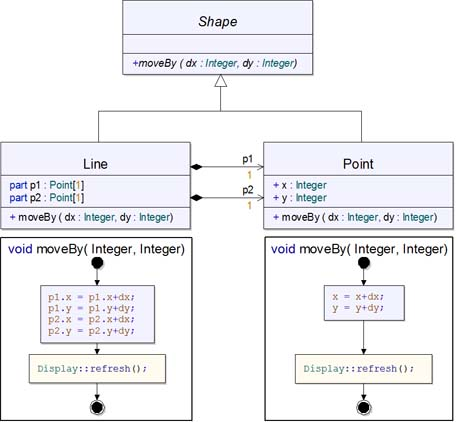
Рисунок 1 — Редактор рисунка в UML

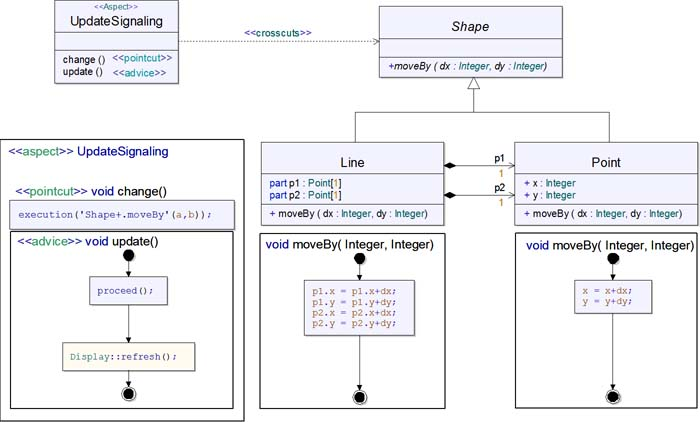
Рисунок 2 — Аспектно-ориентированный редактор рисунка в UML

На рисунке 1 показан типичный пример сквозной проблемы в графическом редакторе, взятый от литературы по АОРПО. В нём показан абстрактный класс Shape, который может быть перемещен. Каждый раз, когда он перемещен, дисплей должен быть обновлен. Так же на рисунке 1 так же показаны два подкласса Shape: Line и Point, которые реализуют его функциональность. Проблема обновления дисплея рассеяна в реализации обоих подклассов. На рисунке 2 показана аспектно-ориентированная реализация той же самой системы, где функциональность обновления дисплея находится в отдельном аспекте.
Дескриптор среза move на рисунке 2 перехватывает выполнение методов moveBy подклассов Shape и вызывает обновления дисплея после того как их выполнение закончится. В результате проблема становится отдельным модулем, что облегчает развитие и поддержку системы.

### Аспектно-ориентированное программирование (АОП)
АОП включает методы программирования и инструменты, которые поддерживают модульность проблем на уровне исходного кода.
Так же как и любой другой язык программирования, аспектно-ориентированный язык обычно состоит из двух частей: спецификация языка и реализация. Следовательно, есть две соответствующих области применения: поддержка разработчиков языка и поддержка разработчиков приложений.
Поддержка разработчиков приложений
Аспектно-ориентированный подход обеспечивает реализацию проблем и способы, как составить эти независимо реализованные проблемы. Но поскольку основным руководством для разработчиков приложений является спецификация такого языка, то не гарантируется, что разработчик приложений сделает высококачественные аспектно-ориентированные программы.
Основные области использования:
- основные концепции аспектно-ориентированного программирования
- программирование на аспектно-ориентированных языках
- составление программных компонентов, написанных на любом языке с помощью аспектно-ориентированных методов композиции
- среды аспектно-ориентированного программирования

Поддержка разработчиков языка
Области использования при поддержке построения аспектных языков:
- построение языков для определенных областей и/или платформ
- перенос принципов реализации аспектно-ориентированных сред выполнения, в том числе:
  - интерпретаторов
  - компиляторов
  - виртуальных машин

## Использование
- JBoss Application Server (JBoss AS) — свободный сервер приложений java с открытым исходным кодом, который поддерживает Java EE. Ядро AS JBoss интегрировано с аспектно-ориентированным языком программирования JBoss. Сервер приложений использует AOP JBoss, чтобы развернуть службы, такие как управление безопасностью и управление транзакциями.[4]